# Caquetaia
Genre
Caquetaia est un genre de poissons perciformes appartenant à la famille des Cichlidae.

## Liste des espèces
Selon FishBase (30 janv. 2016) et ITIS (30 janv. 2016) :
- Caquetaia kraussii (Steindachner, 1878)
- Caquetaia myersi (Schultz, 1944)
- Caquetaia spectabilis (Steindachner, 1875)
- Caquetaia umbrifera (Meek et Hildebrand, 1913)